# Joaquín Pardavé
Joaquín Pardavé Arce  (né le 30 septembre 1900 à Pénjamo, Guanajuato, et décédé le 20 juillet 1955 à Mexico) est un acteur, réalisateur et scénariste de cinéma mexicain, également auteur-compositeur, et acteur de théâtre.

## Filmographie

### Comme réalisateur
| - 1942 : El baisano Jalil (es) - 1943 : Adiós juventud - 1944 : Los hijos de Don Venancio - 1946 : El barchante Neguib - 1946 : Lágrimas de sangre - 1946 : Los nietos de Don Venancio - 1946 : Una vírgen moderna - 1947 : La barca de oro - 1947 : Soy charro de Rancho Grande - 1948 : Los viejos somos así - 1949 : Dos pesos dejada | - 1950 : Primero soy mexicano - 1950 : Sangre torera - 1951 : Amor vendido - 1951 : Arrabalera - 1951 : El gendarme de la esquina - 1952 : Pasionaria - 1953 : Doña Mariquita de mi corazón - 1954 : Dios nos manda vivir - 1954 : El casto Susano - 1955 : Magdalena - 1955 : Secreto profesional |

### Comme scénariste
| - 1942 : El baisano Jalil - 1943 : Adiós juventud - 1944 : Los hijos de Don Venancio - 1946 : La reina de la opereta - 1946 : Lágrimas de sangre - 1946 : Los nietos de Don Venancio - 1946 : Una vírgen moderna - 1947 : El ropavejero - 1948 : Los viejos somos así - 1948 : Ojos de juventud - 1948 : Yo soy tu padre - 1949 : Dos pesos dejada | - 1949 : Una gallega en México - 1950 : Primero soy mexicano - 1950 : Sangre torera - 1951 : Amor vendido - 1951 : Arrabalera - 1951 : El gendarme de la esquina - 1951 : Una gallega baila mambo - 1952 : Mi campeón - 1952 : Pasionaria - 1954 : Dios nos manda vivir - 1954 : El casto Susano |

### Comme acteur
| - 1920 : Viaje redondo - 1930 : El águila y nopal - 1932 : Águilas frente al sol - 1937 : Bajo el cielo de México - 1937 : Jalisco nunca pierde - 1938 : Canción del alma - 1938 : La tía de las muchachas - 1938 : La zandunga - 1938 : Los millones de Chaflán - 1938 : Mi candidato - 1938 : Tierra brava - 1939 : Caballo a caballo - 1939 : Cada loco con su tema - 1939 : El señor alcalde - 1939 : En un burro tres baturros - 1939 : Hombres del aire - 1939 : Luna criolla - 1940 : ¡Que viene mi marido! - 1940 : Ahí está el detalle - 1940 : El jefe máximo - 1940 : En tiempos de Don Porfirio - 1940 : Viviré otra vez - 1941 : Al son de la marimba - 1941 : Cuando los hijos se van - 1941 : qué tiempos señor don Simón! ¡Ay - 1942 : ¿Quién te quiere a tí? - 1942 : Caballería del imperio - 1942 : El ángel negro - 1942 : El baisano Jalil - 1942 : El que tenga un amor - 1942 : Esa mujer es la mía - 1942 : Mil estudiantes y una muchacha - 1942 : Yo bailé con Don Porfirio - 1943 : Adiós juventud - 1943 : Cinco fueron escogidos - 1943 : Guadalajara - 1944 : Como todas las madres - 1944 : El gran Makakikus | - 1944 : El sombrero de tres picos - 1944 : Los hijos de Don Venancio - 1944 : México de mis recuerdos - 1946 : Don Simón de Lira - 1946 : El barchante Neguib - 1946 : La reina de la opereta - 1946 : Los nietos de Don Venancio - 1946 : Se acabaron las mujeres - 1947 : El ropavejero - 1947 : La niña de mis ojos - 1948 : Los viejos somos así - 1948 : Ojos de juventud - 1949 : Arriba el norte - 1949 : Dos pesos dejada - 1949 : La familia Pérez - 1949 : Una gallega en México - 1950 : Azahares para tu boda - 1950 : Primero soy mexicano - 1951 : Del can-can al mambo - 1951 : El gendarme de la esquina - 1951 : Una gallega baila mambo - 1952 : La hija del ministro - 1952 : Mi campeón - 1953 : Doña Mariquita de mi corazón - 1953 : Esos de Penjamo - 1953 : Mi adorada Clementina - 1953 : Pompeyo el conquistador - 1953 : Reportaje - 1954 : El casto Susano - 1954 : El hombre inquieto - 1954 : El mil amores - 1954 : La gitana blanca - 1955 : A los cuatro vientos - 1956 : canto y esperanza Pueblo - 1956 : Club de señoritas - 1956 : Las medias de seda - 1957 : La virtud desnuda - 1958 : Los muertos no hablan |